# ペンナドーモ
ペンナドーモ（イタリア語: Pennadomo）は、イタリア共和国アブルッツォ州キエーティ県にある、人口約300人の基礎自治体（コムーネ）。

## 地理

### 位置・広がり

#### 隣接コムーネ
隣接するコムーネは以下の通り。
- ボンバ
- チヴィタルパレッラ
- モンテベッロ・スル・サングロ
- モンテネロドーモ
- トッリチェッラ・ペリーニャ
- ヴィッラ・サンタ・マリーア